# Женський Йосип Адольфович
Йосип Адольфович Женський (1920, село Кам'янка, Славутський район, Хмельницька область — 1994) — радянський механізатор, Герой Соціалістичної Праці (1951).

## Біографія
У 1936 році прибув у Північно-Казахстанську область і почав працювати в селі Вишнівка різноробом, з 1943 року — механізатор Червоноармійської МТС.